# Meandro (mitología)

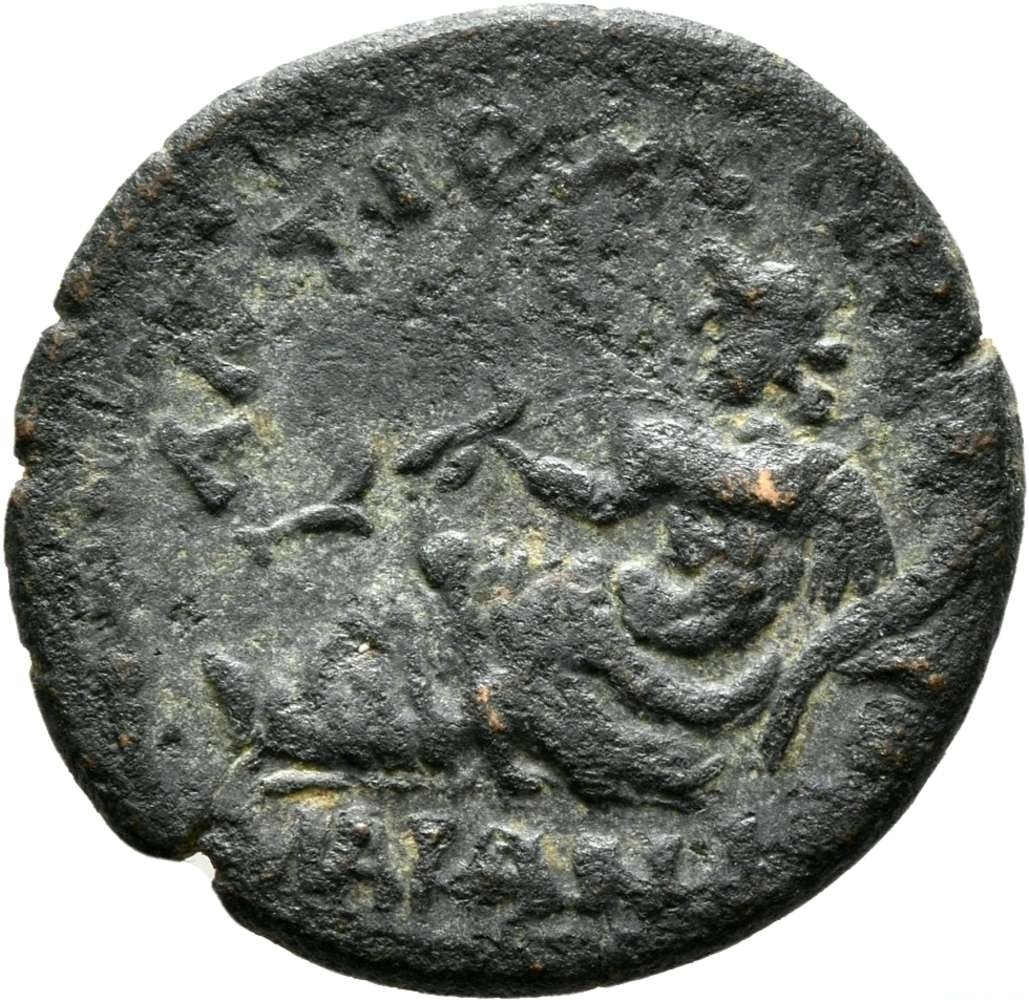
Imagen en piedra del dios griego Meandro

Meandro (en griego antiguo, Μαίανδρος, Maiandros) es un personaje mitológico griego, dios fluvial tutelar del homónimo río Meandro (denominado actualmente Büyük Menderes) en Caria, sur de Asia Menor.

## Genealogía
Meandro ya aparece en la Teogonía de Hesíodo:

Tetis, con Océano, parió a los voraginosos Ríos: el Nilo, el Alfeo, el Erídano de profundos remolinos, el Estrimón, el Meandro,...

Así, era uno de los hijos de Océano y de la titánide Tetis.
Tuvo varios hijos e hijas, entre los primeros, Cálamo, y a veces, se le atribuyen también Marsias y Babis.
Entre las hijas, Samia, epónima de la isla de Samos, Cianea, casada con el héroe Mileto, fundador de la ciudad epónima y madre de los gemelos Cauno y Biblis y Calírroe, esposa de Car, epónimo de los carios.